# HMS Kingston (F64)
Pour les autres navires du même nom, voir HMS Kingston.
Le HMS Kingston est un destroyer de classe K en service dans la Royal Navy pendant la Seconde Guerre mondiale.
Nommé d'après le maire du Borough royal de Kingston upon Thames, le Kingston est mis sur cale aux chantiers navals J. Samuel White de Cowes (île de Wight) le 6 octobre 1937, il est lancé le 9 janvier 1939 et mis en service le 14 septembre 1939.

## Historique
Après ses essais, il rejoint la 5e flottille de destroyers de la Home Fleet, opérant dans la lutte anti-sous-marine en mer du Nord. Le 29 novembre 1939, il coule en compagnie du HMS Kashmir et Icarus le sous-marin allemand U-35 au large des îles Shetland. L'équipage du sous-marin a été fait prisonnier de guerre.
En mai 1940, il est transféré en mer Rouge. Son pennant number est modifié en G64. En juin, il participe au naufrage du sous-marin italien Torricelli au large de l'île de Perim et attaque ensuite le sous-marin italien Perla.
Le 17 mars, il soutient les débarquements à Berbera, en Somalie britannique. Le 5 avril, le Kingston localise deux destroyers italiens de la classe Leone échoués au sud de Jeddah, qui, après avoir été sabordés, ont été détruits par des coups de feu et des attaques aériennes.

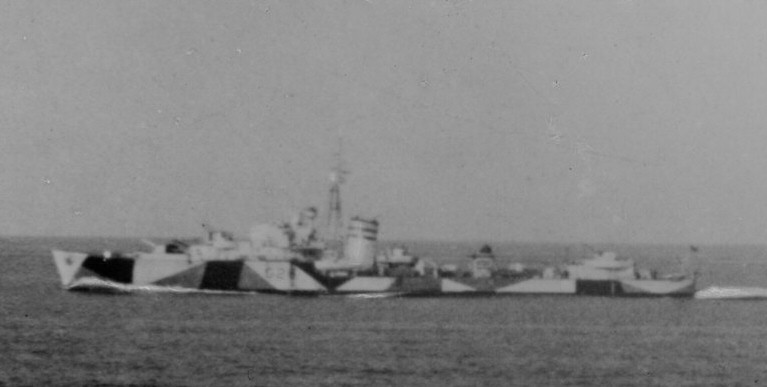
Le Kingston en 1941.

En avril 1941, le Kingston est déployé à Alexandrie pour rejoindre l'Eastern Mediterranean Fleet, où il est impliqué dans l'évacuation des troupes alliées de la Grèce continentale et de la Crète. Le 20 mai, il est déployé dans le cadre de la Force C pour la bataille de Crète.
Le 21 mai, la Force C intercepte un convoi de 20 soldats transportant des caïques escortés par le torpilleur italien Lupo en direction de la Crète. Dix des caïques ont été coulés, empêchant alors le débarquement. Le croiseur HMS Orion et le Kingston ont été endommagés dans l'action.
Le 22 mai, la Force C est envoyée en mer Égée par le détroit de Kassos pour intercepter un autre convoi d'invasion de 30 caïques, escorté par le torpilleur Sagittario. Un caïque détaché est coulé et, malgré une offensive limité contre le convoi, les Allemands sont contraints d'annuler la tentative d'atteindre la Crète. La Force C subit cependant des dommages importants à la suite d'attaques aériennes continuelles. Au moment où la force s'est jointe à la Force A1 dans le détroit de Cythère, les Kingston et Kandahar reçoivent l'ordre de secourir les survivants du destroyer Greyhound, coulé peu avant. Le même jour, les croiseurs HMS Gloucester et Fiji ont également été coulés par des attaques aériennes. Le 23 mai, les deux destroyers sont envoyés sur zone au cours duquel ils secourent 523 survivants. Le Kingston retourne à Alexandrie le lendemain afin d'être pris en charge pour des réparations. Lors de son carénage, l'ensemble de ses tubes lance-torpilles sont remplacés par un canon antiaérien de 4 pouces.
Le Kingston est engagé dans des fonctions défensives pour les convois à destination de Tobrouk, tout en faisant partie de l'escorte du Breconshire à destination de Malte. Il sert également contre les convois de l'Axe et contre le gouvernement français de Vichy en Syrie.

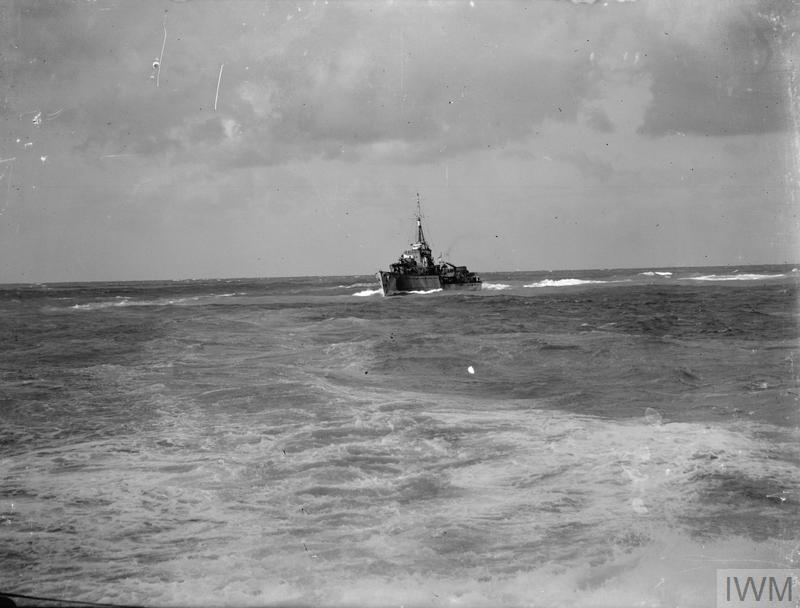
Le Kingston lors d'une patrouille anti-sous-marine en Méditerranée orientale, le 25 décembre 1941.

Le 17 décembre 1941, le destroyer participe à un bref engagement avec la flotte italienne, connu sous le nom de première bataille de Syrte.
Le 22 mars 1942, le Kingston participe à la deuxième bataille de Syrte et est endommagé par un obus de 15 pouces tiré par le cuirassé italien Littorio. Malgré tout, il parvient à tirer trois torpilles sans grand résultat. Gravement endommagé et ayant perdu 15 membres d'équipage, le navire parvient à reprendre de la vitesse et à atteindre Malte le lendemain. Le 4 avril, alors qu'il était à quai à Malte pour réparer les dégâts de la bataille, une bombe tombe sur le Kingston, tuant 14 membres d'équipage et blessant 35 ouvriers. Le lendemain, il est attaqué par l'aviation allemande et endommagé, avant d'être de nouveau frappé par une bombe à l'avant le 8 avril. À la suite de ces dommages, le destroyer est changé de quai afin de subir des réparations sous-marines. Le 9 avril, il est déplacé dans le radoub n ° 4, étant toujours à flot. Le 11 avril vers 17 h 30, sa coque heurte la cloison de son côté bâbord, au niveau de la salle des machines. Le navire chavire et coule au fond du bassin. Déclaré irréparable, le quai n ° 4 est asséché le 21 janvier 1943. La partie endommagée du milieu est mise au rebut, séparant ainsi le destroyer en deux sections. Des cloisons fictives sont aménagées afin de rendre les deux sections flottables tandis qu'une partie de la superstructure est brûlée. Le 5 avril 1943, les deux sections du Kingston sont sorties du quai et sabordées en juin entre le promontoire de Selmun et l'île de Selmunett, au nord de Malte, afin de préparer un ancrage résistant avant l'invasion de Sicile. Au début des années 1950, les deux sections du Kingston ont été mises à la ferraille par une entreprise italienne ou coulés en eaux profondes par les navires italiens.

### Moteur de recherche
- Collection d'archives de l'Imperial War Museum "George Sear"
- Collection d'archives de l'Imperial War Museum "John Murphy"